# Surge (personaggio)
Surge, il cui vero nome è Noriko "Nori" Ashida, è un personaggio dei fumetti creato da Nunzio DeFilippis e Christina Weir (testi), Carlo Barberi e Khary Randolph (disegni), pubblicato dalla Marvel Comics. Apparsa per la prima volta sulle pagine di New Mutants (seconda serie) n. 8 (gennaio 2004), Nori è stata la leader dei New X-Men prima che questi venissero smantellati da Ciclope.

## Biografia del personaggio
Noriko è una studentessa dell'Istituto Xavier, inizialmente inserita nell'organico della squadra dei Nuovi Mutanti addestrata e seguita da Danielle Moonstar.
La sua prima compagna di camera è stata la musulmana Dust, ma le loro divergenze di opinione sul ruolo delle donne le fecero litigare, così fini assieme a Sofia Mantega. Durante l'anno legò con il compagno di squadra Prodigy (David Alleyne) fino a fidanzarsi con lui.

### Decimation
Dopo gli stravolgimenti provocati da Wanda Maximoff con le sue manipolazioni della realtà dell'universo Marvel, la maggioranza dei mutanti perse i poteri.
Noriko fu una dei pochi a non perdere le sue abilità, al contrario del suo ragazzo, David. Dopo un test organizzato da Emma Frost per verificare quali studenti potevano essere idonei a diventare X-Men nel futuro, Noriko venne scelta ed in seguito divenne anche la leader del gruppo. Assieme ai Nuovi X-Men ha respinto l'attacco dei Purificatori, gli assassini del reverendo William Stryker (che odia e avversa i mutanti), e della sentinella del futuro Nimrod.

### World War Hulk
In questa miniserie Marvel, Surge si trova a dover combattere contro Hulk, venuto a confrontarsi con Professor X, in quanto membro degli Illuminati. Il Professore era assente nel momento della votazione che poi scagliò il Golia Verde nello spazio, ma Hulk penetrò all'interno della Scuola perché voleva sapere cosa Xavier avrebbe votato.

## Poteri e abilità
La mutazione di Nori le permette di assorbire costantemente energia elettrica ed elettrostatica da qualsiasi fonte, senza però poter controllarne né l'assorbimento né l'emissione. Per questo motivo è stata equipaggiata con speciali guanti, costruiti da Forge, utili ad incanalare correttamente l'energia ed a rilasciarla o in potenti scariche elettriche o attraverso l'accelerazione delle proprie molecole grazie alle quali riesce a muoversi ad elevate velocità.
Il colore blu dei suoi capelli, non è frutto della mutazione ma di una speciale tintura chiamata Blu Elettrico.

## Altri media

### Televisione
Surge compare in Disk Wars: Avengers.

### Videogiochi
Surge compare in X-Men: Destiny.